# Kittilä härad
Kittilä härad, tidigare Lappmarkens härad, är ett härad i Lappland i Finland, tidigare i Uleåborgs respektive Lapplands län.
Ytan (landsareal) var 1910 58.974,3 km²; häradet hade 31 december 1908 13.573 invånare med en befolkningstäthet av 0,2 km² inv/km².

## Ingående kommuner
Lappmarkens härad bildades 1838. De ingående landskommunerna var 1910 som följer:
- Enare, finska: Inari, nordsamiska: Anár
- Enontekis, finska: Enontekiö (Enontekiainen), nordsamiska: Eanodat
- Kittilä, nordsamiska: Gihttel
- Muonio (Muonionniska), samiska: Muoná
- Sodankylä, samiska: Soađegilli)
- Utsjoki kommun, nordsamiska: Ohcejohka

Ur Sodankylä avskildes 1916 Pelkosenniemi och Savukoski.
1937 överfördes Enare och Utsjoki till Petsamo härad. Den återstående delen av Lappmarkens härad bytte namn till Kittilä härad. Efter att Petsamo avträtts till Sovjetunionen efter fortsättningskriget fördes Enare och Utsjoki tillbaka till Kittilä härad 1945.
Vid häradsreformen avskildes Lapska Armens härad (Enontekis och Muonio), Enare-Utsjoki härad och Sodankylä härad; Pelkosenniemi och Savukoski fördes till Nordöstra Lapplands härad. Därmed består Kittilä härad enbart av Kittilä kommun.